# Fiduciario

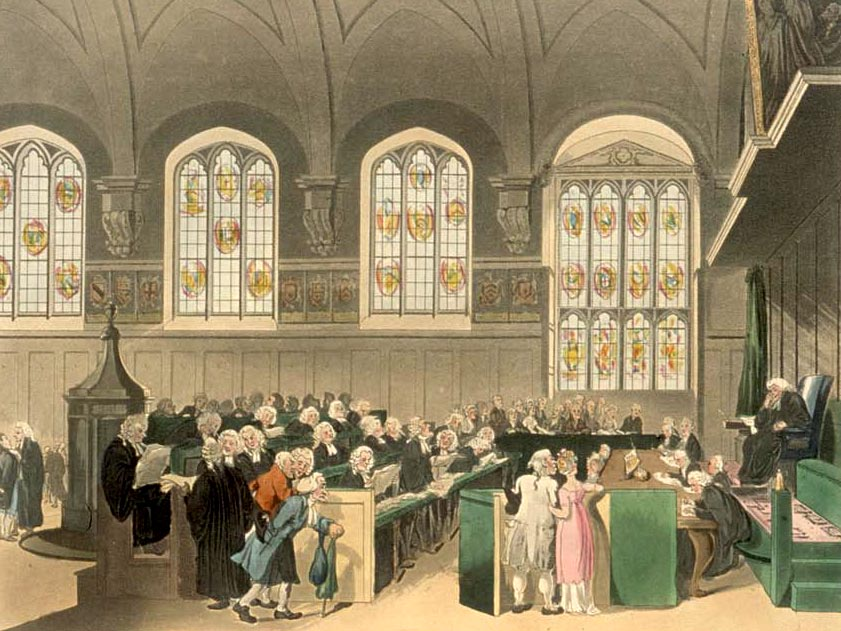
El Tribunal de Cancillería, que regía las relaciones fiduciarias en Inglaterra antes de las Leyes de la Judicatura

Fiduciario o fiduciaria (persona) es aquella persona física (natural) o moral (jurídica) encargada de un fideicomiso y de la propiedad de los bienes que lo integran, a solicitud de un fideicomitente y en beneficio de un tercero, sea este fideicomisario o beneficiario.

## Facultades para actuar como fiduciario
La legislación referente a quién está en posibilidades de actuar como fiduciario varía con el país. En México solamente las instituciones de crédito (y algunas instituciones de seguros y de fianzas o afianzadoras bajo ciertas modalidades), pueden ser fiduciarias, mientras que en Panamá también les está permitido a los despachos de abogados con autorización de la Superintendencia de Valores (ver tabla)
| País     | Ente regulador              | Capacidad de actuar como fiduciario |
| -------- | --------------------------- | --- |
| México   | CNBV, SHCP, Banxico         | Por lo general, las instituciones de crédito, y en ciertos casos las casas de bolsa, Sociedades Financieras de Objeto Múltiple (SOFOMES), instituciones de seguros, e instituciones de fianzas |
| Panamá   | Superintendencia de valores | |
| Colombia | Superintendencia financiera | Fondos de inversión, bancos, administración de derechos de seguridad social, fondos de pensiones voluntarias                                                                                   |

## Actividades comunes del fiduciario
La operación fiduciaria se caracteriza por la serie de actividades que realiza un fiduciario con el fin de administrar el patrimonio de los fideicomisos bajo su responsabilidad entre las que se encuentran:
elaboración de contratos de fideicomiso, integración del expediente del fideicomiso, realización de trámites ante autoridades, inscripción de la propiedad de los bienes, contabilidad particular, inversión de los recursos, operaciones financieras, otorgamiento de poderes, identificación, medición y mitigación de riesgos, atención de instrucciones, ejecución de garantías, atención de instrucciones, extinción.

## Responsabilidades del fiduciario
Entre las responsabilidades del fiduciario se encuentran las siguientes:
- Defender el patrimonio
- Hacer cumplir los fines
- Rendir cuentas periódicamente
- Cumplir la ley
- No delegar su responsabilidad
- Administrar el patrimonio en interés de los beneficiarios

El contrato de fideicomiso puede ampliar o reducir estas responsabilidades, rara vez eliminarlas. El fiduciario en algunos casos puede ser responsable por pérdidas al patrimonio que resulten por su culpa.
En ocasiones, se puede llamar responsabilidad fiduciaria cuando una persona tiene responsabilidad sobre asuntos de terceros. Por ejemplo, el consejo de administración tiene una responsabilidad fiduciaria ante los accionistas, los directores de un banco por los depósitos de los clientes o un albacea sobre una herencia.

### Asociaciones fiduciarias
- Comité Latinoamericano de Fideicomiso - COLAFI

### Comunidad fiduciaria
- Círculo Fiduciario

### Revistas especializadas
- Mundo Fiduciario

### Banco de México "ﬁduciario"
- Banxico

- Datos: Q537098